# المسيحية في دومينيكا

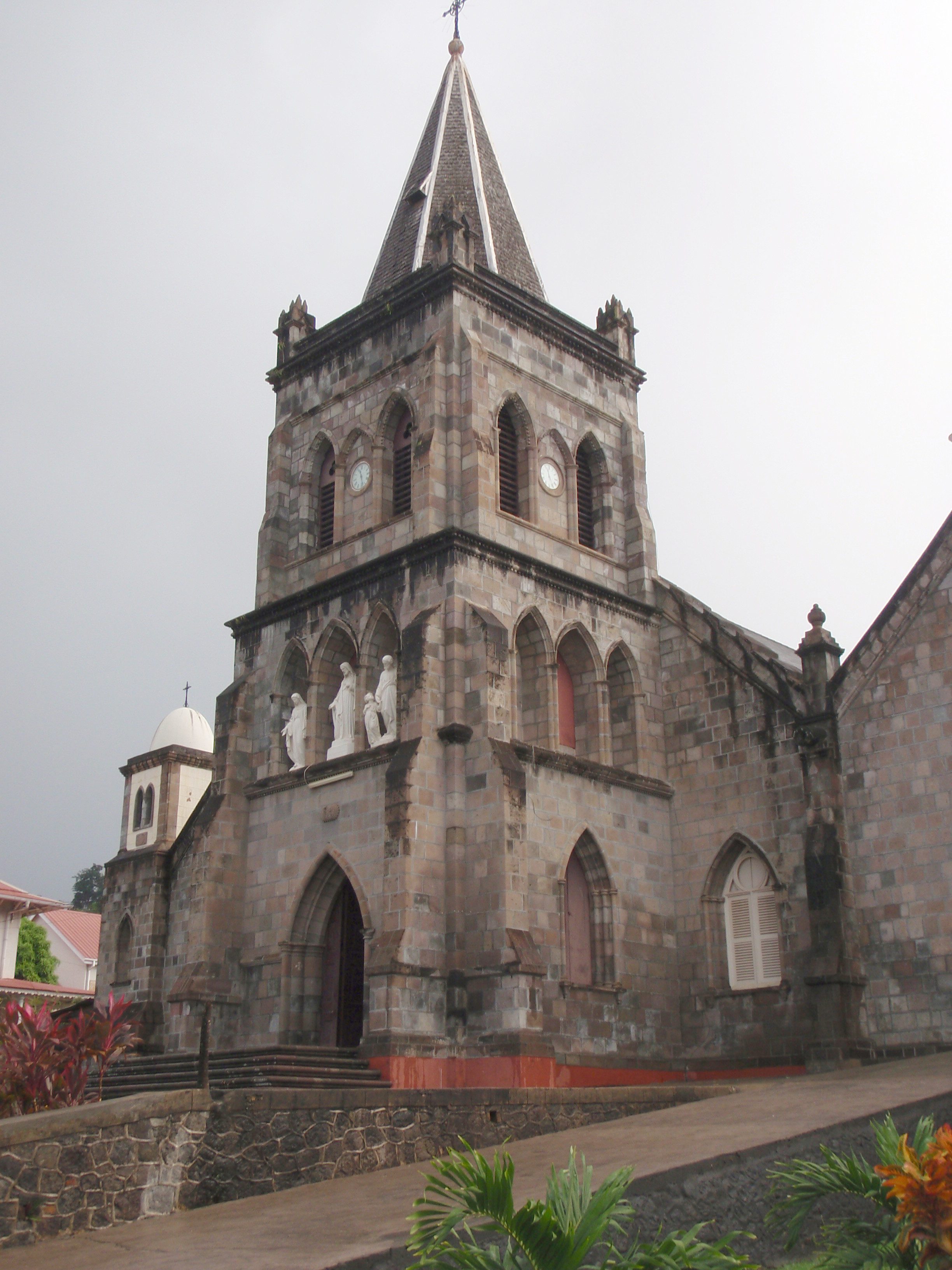
كاتدارائية روسو.

المسيحية في دومينيكا هي الديانة السائدة والمهيمنة، حيث أنَّ الغالبيّة العظمى (94.4%) من سكان دومينيكا من المسيحيين، وذلك بحسب معطيات نشرها مركز بيو للأبحاث عام 2010. ووفقًا لتعداد السكان عام 2001، تبيّن أن ما يقرب من 61% من سكان دومينيكا هم من أتباع الكنيسة الرومانية الكاثوليكية. ويحل في المرتبة الثانية أتباع الكنائس الإنجيلية والتي تمثل 18% من السكان ثم السبتيين ويمثلون 6% والميثوديون ويمثلون 3.7%. الأقليات المسيحية الأخرى تتراوح بين 1.6% إلى 0.2% منها شهود يهوه، والكنيسة الأنجليكانية، والكنيسة المعمدانية، وكنيسة الناصري، وكنيسة المسيح.
تشكلت أبرشية شمال شرق الكاريبي وأروبا الأنجليكانية في عام 1842 كأبرشية أنتيغوا وجزر ليوارد وذلك عندما انقسمت الأبرشية الأنجليكانية في بربادوس ومن ثم أبرشية جامايكا، وهي إحدى الأبرشيتين التي تغطي منطقة البحر الكاريبي. وقد احتفلت بذكرى تأسيسها الـ 175 في عام 2017. وهي الآن واحدة من الأبرشيات الثمانية في مقاطعة جزر الهند الغربية وتضم 12 جزيرة في أنتيغوا وباربودا ودومينيكا ومونتسرات وأنغويلا وأروبا وسانت كيتس ونيفس وسابا سينت أوستاتيوس. وتعد كاتدرائية القديس يوحنا مقر الأبرشية فيسانت جونز، أنتيغوا وبربودا. وكانت الأبرشية تحت سلطة رئيس أساقفة كانتربري منذ إنشائها في عام 1842 حتى عام 1883، عندما تم إنشاء مقاطعة جزر الهند الغربية. ويتبع الكاثوليك رعويًا وإداريًا إلى أبرشية روسو الرومانية الكاثوليكية.
ينص الدستور على حرية الدين، وتُساهم القوانين والسياسات الأخرى في الممارسة الحرة للدين عمومًا. ويحمي القانون على جميع المستويات هذا الحق بالكامل ضد الإساءة سواء من قبل الجهات الحكومية أو الخاصة، وتحترم الحكومة عمومًا الحرية الدينيَّة في الممارسة لجميع المعتقدات والأديان. في عام 2008 لم تتلق حكومة الولايات المتحدة أي تقارير عن الإساءات الاجتماعية أو التمييز على أساس الانتماء الديني أو المعتقد أو الممارسة الدينيَّة.